# Bruno Dias
Bruno Ramos Dias (ur. 19 października 1976) – portugalski polityk, od 1999 poseł do Zgromadzenia Republiki. 

## Życiorys
Zasiadał w radzie miejskiej Almada. W wyborach w 1999 uzyskał mandat poselski z listy PCP w okręgu Setúbal. Był wybierany ponownie do Zgromadzenia Republiki w latach 2002, 2005, 2009 i 2011. 